# Kassel
Kassel je sa 193.803 stanovnika treći po veličini grad u njemačkoj saveznoj pokrajini Hessenu, iza Frankfurta na Majni i Wiesbadena. Nalazi se na sjeveru pokrajine, blizu granice s Donjom Saskom. Kroz Kassel protječe rijeka Fulda. Nekadašnja prijestolnica države Hesse-Kassel ima brojne palače i parkove, uključujući Bergpark Wilhelmshöhe, koji je pod zaštitom UNESCO -a. Kassel ima javno sveučilište s 25 000 studenata (2018) i multikulturno stanovništvo (39% građana u 2017. godini imalo je migracijsku pozadinu).

## Poznate osobe
- Ludwig Mond, englesko-njemački kemičar, industrijalac i sakupljač umjetnina

## Vanjske poveznice
- Službena stranica (njem.)

### Ostali projekti
|  | Zajednički poslužitelj ima još gradiva o temi Kassel |